# 이스라엘-파라과이 관계
이스라엘-파라과이 관계는 이스라엘과 파라과이의 현재 및 역사적 관계를 의미한다. 두 나라는 20세기 중반부터 완전한 외교 관계를 유지해 왔으며, 2018년까지 각 나라는 상대편에 완전한 대사관을 두고 있었다.

## 대사관
2024년 12월 12일, 파라과이는 예루살렘에 새로운 대사관을 열었다. 산티아고 페냐(Santiago Peña) 대통령이 행사에 참석하여 베냐민 네타냐후(Benjamin Netanyahu) 총리의 연설에서 다음과 같이 선언했다. “예루살렘은 언제나 이스라엘의 완전한 수도가 될 것이다...이것은 사실이며 여러분도 이를 인정했다. 이곳에 대사관을 열어주셔서 감사하다”라고 말했다.

## 해외 원조
2016년 1월, 이스라엘은 파라과이에서 발생한 대규모 홍수로 인해 약 10만 명의 이재민이 발생한 상황에 대처하기 위해 구호품을 보냈다. 2016년 6월, 네타핌(Netafim)은 아순시온에 있는 이스라엘 대사관을 통해 파라과이의 가뭄을 돕기 위해 첨단 점적 관개 시스템을 보냈다.